# Iván Vásquez
Pour les articles homonymes, voir Vásquez (homonymie).
Iván Gonzalo Vásquez Quilodrán (né le 13 août 1985 à Lautaro) est un footballeur chilien. Vásquez joue en tant que joueur du milieu de terrain pour le Deportes Magallanes.